# Will Sasso
William "Will" Sasso (24 de mayo de 1975) es un actor y humorista canadiense, más conocido por sus cinco temporadas como miembro del elenco de MADtv 1997-2002 y por su papel como Curly en la película de 2012, Los tres chiflados.

## Biografía y Trayectoria
William Sasso nació el 24 de mayo de 1975 en Ladner, Columbia Británica, de padres inmigrantes italianos.

### MADtv
Al final de su segunda temporada (1996-1997), la serie de comedia de sketches MADtv , de la cadena Fox, experimentó su primera gran rotación de elenco. Tres de los artistas de repertorio del programa (Bryan Callen, Orlando Jones y Artie Lange) abandonaron el elenco. Como resultado, en 1997, los ejecutivos de casting de Fox tuvieron que buscar reemplazos para el programa. Sasso (junto con Alex Borstein y Aries Spears) fue seleccionado para unirse al elenco de MADtv de la tercera temporada como miembro regular. En 1999, Sasso luchó contra Bret Hart de World Championship Wrestling.

### 2002-presente
Tras dejar MADtv , Sasso apareció en televisión durante cuatro temporadas como Carl Monari en Less than Perfect, además de un papel en Robson Arms. Interpretó a Fortunio Balducci en Southland Tales.
Sasso presentó los Premios Canadienses de Comedia de 2006 en London (Ontario), así como las "Sketch & Improv Showcases" del festival. Además, fue presentador de la ceremonia de entrega de premios de la NHL 2005-2006 . Sasso apareció en el episodio de CSI "The Chick Chop Flick Shop". También apareció en el episodio "Frankfurters" de Children's Hospital.
Sasso protagonizó ¡Mi papá dice!, basada en la cuenta de Twitter "Mierda, mi papá dice" , creada por Justin Halpern. La serie se estrenó a finales de 2010 y su cancelación se anunció el 15 de mayo de 2011.
Sasso comenzó a publicar videos en el servicio de videos en línea Vine , creando un chiste recurrente de él vomitando limones violentamente sin previo aviso.
En 2018, Sasso interpretó a Mountie Archambault en la película de comedia Super Troopers 2. En noviembre de 2019, prestó su voz al Sr. Ellingboe en Klaus de Netflix.
De 2022 a la primavera de 2024, Sasso interpretó a Jim McAllister en la serie de televisión "El joven Sheldon" . Su interpretación del personaje se prolongó en la secuela "El primer matrimonio de Georgie y Mandy" , que se estrenó en octubre de 2024.
En 2012, Sasso creó el Ten Minute Podcast, que presentó originalmente con Bryan Callen y Chris D'Elia, y que luego fue reemplazado por Tommy Blacha y Chad Kultgen. En 2022, Sasso y Kultgen comenzaron un podcast diferente titulado Dudesy.

## Filmografía
| Año  | Película                                                | Papel                       |
| ---- | ------------------------------------------------------- | --------------------------- |
| 1994 | Ernest Goes to School                                   | Russell                     |
| 1994 | Ski School 2                                            | Tomcat Collins              |
| 1995 | Magic in the Water                                      | Shy Young Orderly           |
| 1996 | Homeward Bound II: Lost in San Francisco                | Pizza Boy                   |
| 1996 | Happy Gilmore                                           | Mover # 1                   |
| 1996 | Malicious                                               | Guy                         |
| 1997 | The 6th Man                                             | Scrubby D                   |
| 1997 | Beverly Hills Ninja                                     | Chet Walters                |
| 1998 | Brown's Requiem                                         | "Fat Dog" Baker             |
| 1999 | Muérete, bonita                                         | Hank Vilmes                 |
| 2000 | Best in Show                                            | Dale                        |
| 2002 | Dawg                                                    | Willie Smits                |
| 2003 | The Hot Chick                                           | Mr. Garbajian               |
| 2003 | A Mighty Wind                                           | Phil                        |
| 2005 | Stewie Griffin: La historia jamás contada               | Randy Newman/James Lipton   |
| 2006 | Dark Ride                                               | Hospital Aide               |
| 2007 | Southland Tales                                         | Fortunio Balducci           |
| 2008 | Lower Learning                                          | Jesse Buchwald              |
| 2008 | College Road Trip                                       | Deputy O'Malley             |
| 2009 | Year of the Carnivore                                   | Dirk                        |
| 2010 | National Lampoon's 301: The Legend of Awesomest Maximus | Awesomest Maximus           |
| 2010 | Life As We Know It                                      | Miss Pennsylvania's Husband |
| 2010 | For Christ's Sake                                       | Alan                        |
| 2011 | Division III: Football's Finest                         | Terry Lockwood              |
| 2012 | Moving Day                                              | Clyde                       |
| 2012 | Los tres chiflados                                      | Curly Howard                |
| 2013 | The Right Kind of Wrong                                 | Neil                        |
| 2013 | Movie 43                                                | Jerry (The Pitch)           |
| 2014 | Hit By Lightning                                        | Seth                        |
| 2016 | Army of One                                             | Roy                         |
| 2017 | Killing Hasselhoff                                      | Wasserstein                 |
| 2017 | The Female Brain                                        | Dennis                      |
| 2018 | American Woman                                          | Terry                       |
| 2018 | Super Troopers 2                                        | Mountie Roger Archambault   |
| 2018 | The Grizzlies                                           | Mike                        |
| 2018 | Henchmen                                                | Gluttonator/Union Boss      |
| 2019 | Boss Level                                              | Brett                       |
| 2022 | Dangerous Game: The Legacy Murders                      | Alec Betts                  |